# سون مينغ مينغ
سون مينغ مينغ (بالصينية: 孫明明) مواليد 23 أغسطس 1983 في هاربن، هيلونغجيانغ، الصين، هو لاعب كرة سلة صيني بدأ مسيرته الاحترافية في سنة 2006. يبلغ طوله 7 قدم 9 بوصة (2.4 م). لعب مع هاماماتسو هيجاشيميكاوا فينيكس في دوري بي جاي كما لعب مع بكين دوكز في الرابطة الصينية لكرة السلة.

## فرق لعب لها
- هاماماتسو هيجاشيميكاوا فينيكس
- بكين دوكز

## روابط خارجية
- سون مينغ مينغ على موقع IMDb (الإنجليزية)
- سون مينغ مينغ على موقع ألو سيني (الفرنسية)
- سون مينغ مينغ على موقع أول موفي (الإنجليزية)
- سون مينغ مينغ على موقع قاعدة بيانات الفيلم (الإنجليزية)
- سون مينغ مينغ على موقع كينوبويسك (الروسية)